# Aperileptus flavus
Aperileptus flavus là một loài tò vò trong họ Ichneumonidae.